# Yellow Rose
 (septembre 2021).
Pour les articles homonymes, voir Rose.
Pour plus de détails, voir Fiche technique et Distribution.
Yellow Rose est un film américano-philippin réalisé par Diane Paragas, sorti en 2019.

## Synopsis
Une adolescente philippine sans papiers vivant au Texas rêve de devenir chanteuse country.

## Fiche technique
- Titre : Yellow Rose
- Réalisation : Diane Paragas
- Scénario : Diane Paragas, Annie J. Howell, Celena Cipriaso et Andy Bienen
- Musique : Christopher Hoyt Knight
- Photographie : August Thurmer
- Montage : Taylor Levy et Liron Reiter
- Production : Rey Cuerdo, Cecilia Mejia, Diane Paragas et Orian Williams
- Société de production : Home Away Productions et Civilian Studios
- Pays :  Philippines et  États-Unis
- Genre : Drame et film musical
- Durée : 94 minutes
- Dates de sortie : 
  -  États-Unis : 2 mai 2019 (Los Angeles Asian Pacific Film Festival), 9 octobre 2020

## Distribution
- Eva Noblezada : Rose Garcia
- Princess Punzalan : Priscilla Garcia
- Liam Booth : Elliot
- Sandy Avila : Cecilia
- Beau Smith : Alan
- Dale Watson : Dale Watson
- Libby Villari : Jolene
- Lea Salonga : Gail
- Sophie Zimny : Sophie
- Thom Hallum : Mark
- Leslie Lewis : Elizabeth
- Susan Myburgh : Aleta Peacock
- Gustavo Gomez : Jose

## Accueil
Le film a reçu un accueil favorable de la critique. Il obtient un score moyen de 70 % sur Metacritic.